# Списък с филмите на „Амблин Ентъртейнмънт“
Това е списък със филмите, които са продуцирани от американската независима продуцентска компания, където се намира във Юнивърсъл Сити, Калифорния и е собственост на медийната компания „Амблин Партнърс“, и е асоциран със „Юнивърсъл Пикчърс“. Компанията е създадена през 1981 г. от режисьора Стивън Спилбърг с двамата продуценти, Катлийн Кенеди и Франк Маршъл.

## Филми

### Издадени филми
| Заглавие                                       | Премиера             | Американски разпространител                               | Международен разпространител                                                             | Ко-производствени компании |
| ---------------------------------------------- | -------------------- | --------------------------------------------------------- | ---------------------------------------------------------------------------------------- | --- |
| Разделяне на териториите                       | 18 септември 1981 г. | Юнивърсъл Пикчърс                                         |                                                                                          | като Амблин Продъкшънс |
| Полтъргайст                                    | 4 юни 1982 г.        | MGM/UA Entertainment Co.                                  |                                                                                          | като Стивън Спилбърг Продъкшънс |
| Извънземното                                   | 11 юни 1982 г.       | Юнивърсъл Пикчърс                                         | Юнивърсъл Пикчърс                                                                        | |
| Гремлини                                       | 8 юни 1984 г.        | Уорнър Брос                                               |                                                                                          | |
| Фанданго                                       | 25 януари 1985 г.    | Уорнър Брос                                               |                                                                                          | |
| Гремлини                                       | 7 юни 1985 г.        |                                                           |                                                                                          | |
| Завръщане в бъдещето                           | 3 юли 1985 г.        | Юнивърсъл Пикчърс                                         | Юнивърсъл Пикчърс                                                                        | Ю-Драйв Продъкшънс |
| Младият Шерлок Холмс и пирамидата на страха    | 4 декември 1985 г.   | Парамаунт Пикчърс                                         |                                                                                          | |
| Пурпурен цвят                                  | 18 декември 1985 г.  | Уорнър Брос                                               |                                                                                          | Губър-Питърс Къмпани |
| Евтиното е скъпо                               | 26 март 1986 г.      | Юнивърсъл Пикчърс                                         |                                                                                          | Ю-Драйв Продъкшънс |
| Американска приказка                           | 21 ноември 1986 г.   | Юнивърсъл Пикчърс                                         |                                                                                          | Съливан Блът Студиос Дейвид Кършнър Продъкшънс Ю-Драйв Продъкшънс                                                                                               |
| Хари и семейство Хендерсън                     | 5 юни 1985 г.        | Юнивърсъл Пикчърс                                         |                                                                                          | Ю-Драйв Продъкшънс |
| Вътрешен космос                                | 1 юли 1987 г.        | Уорнър Брос                                               |                                                                                          | Губър-Питърс Къмпани |
| Империята на Слънцето                          | 9 декември 1987 г.   | Уорнър Брос                                               |                                                                                          | |
| Без батерии                                    | 18 декември 1987 г.  | Юнивърсъл Пикчърс                                         |                                                                                          | |
| Кой натопи заека Роджър                        | 22 юни 1988 г.       | Буена Виста Пикчърс                                       | Буена Виста Пикчърс                                                                      | Тъчстоун Пикчърс Силвър Скрийн Партнърс III |
| Земята преди време                             | 18 ноември 1988 г.   | Юнивърсъл Пикчърс                                         |                                                                                          | Лукасфилм Съливан Блът Студиос Ю-Драйв Продъкшънс |
| Татко                                          | 27 октомври 1989 г.  | Юнивърсъл Пикчърс                                         |                                                                                          | Убу Продъкшънс |
| Завръщане в бъдещето 2                         | 22 ноември 1989 г.   | Юнивърсъл Пикчърс                                         |                                                                                          | Ю-Драйв Продъкшънс |
| Винаги                                         | 22 декември 1989 г.  | Юнивърсъл Пикчърс                                         |                                                                                          | Юнайтед Артистс Ю-Драйв Продъкшънс |
| Джо срещу вулкана                              | 9 март 1990 г.       | Warner Bros.                                              |                                                                                          | |
| Завръщане в бъдещето 3                         | 25 май 1990 г.       | Юнивърсъл Пикчърс                                         | Юнивърсъл Пикчърс                                                                        | Ю-Драйв Продъкшънс |
| Гремлини 2: Новата партида                     | 15 юни 1990 г.       | Warner Bros.                                              |                                                                                          | |
| Арахнофобия                                    | 18 юли 1990 г.       | Буена Виста Пикчърс                                       | Буена Виста Пикчърс                                                                      | Холивуд Пикчърс Танглед Уеб Продъкшънс |
| Нос Страх                                      | 13 ноември 1991 г.   | Юнивърсъл Пикчърс                                         |                                                                                          | Капа Филмс ТриБеКа Продъкшънс |
| Американска приказка 2: Файвъл покорява запада | 22 ноември 1991 г.   | Юнивърсъл Пикчърс                                         |                                                                                          | вписан под името „Амблимейшън“ |
| Хук                                            | 11 декември 1991 г.  | Трайстар Пикчърс                                          | Трайстар Пикчърс                                                                         | |
| Шум зад кулисите                               | 20 март 1992 г.      | Буена Виста Пикчърс                                       | Буена Виста Пикчърс                                                                      | Тъчстоун Пикчърс Нотинг Он Продъкшънс Тъчууд Пасифик Партнърс                                                                                                   |
| Далечна земя                                   | 12 март 1993 г.      | Буена Виста Пикчърс                                       | Буена Виста Пикчърс                                                                      | Уолт Дисни Пикчърс Тъчууд Пасифик Партнърс |
| Джурасик свят                                  | 11 юни 1993 г.       | Юнивърсъл Пикчърс                                         | Юнивърсъл Пикчърс                                                                        | |
| We're Back! A Dinosaur's Story                 | 24 ноември 1993 г.   | Юнивърсъл Пикчърс                                         | Юнивърсъл Пикчърс                                                                        | вписан под името „Амблимейшън“ |
| Опасна жена                                    | 3 декември 1993 г.   | Юнивърсъл Пикчърс                                         | Юнивърсъл Пикчърс                                                                        | Греймърси Пикчърс (разпространяващ етикет) Айлънд Уърлд Ролъркоастър Продъкшънс                                                                                 |
| Списъкът на Шиндлер                            | 15 декември 1993 г.  | Юнивърсъл Пикчърс                                         | Юнивърсъл Пикчърс                                                                        | |
| Семейство Флинтстоун                           | 27 май 1994 г.       | Юнивърсъл Пикчърс                                         | Юнивърсъл Пикчърс                                                                        | Хана-Барбера Продъкшънс |
| Малките разбойници                             | 5 август 1984 г.     | Юнивърсъл Пикчърс                                         | Юнивърсъл Пикчърс                                                                        | Кинг Уърлд Продъкшънс |
| Малките гиганти                                | 14 октомври 1994 г.  | Уорнър Брос                                               |                                                                                          | |
| Каспър                                         | 26 май 1995 г.       | Юнивърсъл Пикчърс                                         |                                                                                          | Харви Ентъртейнмънт Къмпани |
| Мостовете на Медисън                           | 2 юни 1995 г.        | Уорнър Брос                                               |                                                                                          | Малспасо Продъкшънс |
| На Уонг Фу, с благодарности! Джули Нюмар       | 8 септември 1995 г.  | Юнивърсъл Пикчърс                                         |                                                                                          | |
| Американско сватбено одеало                    | 6 октомври 1995 г.   | Юнивърсъл Пикчърс                                         |                                                                                          | |
| Балто                                          | 22 декември 1995 г.  | Юнивърсъл Пикчърс                                         |                                                                                          | вписан под името „Амблимейшън“ |
| Туистър                                        | 17 май 1996 г.       | Уорнър Брос                                               | Юнивърсъл Пикчърс                                                                        | Констант си Продъкшънс |
| Ефектът на спусъка                             | 30 август 1996 г.    | Юнивърсъл Пикчърс                                         | Юнивърсъл Пикчърс                                                                        | Греймърси Пикчърс (разпространяващ етикет) |
| Изгубеният свят: Джурасик парк                 | 19 май 1997 г.       | Юнивърсъл Пикчърс                                         | Юнивърсъл Пикчърс                                                                        | |
| Мъже в черно                                   | 2 юли 1997 г.        | Кълъмбия Пикчърс                                          | Кълъмбия Пикчърс                                                                         | Паркес Макдоналд Продъкшънс |
| Малките войници                                | 10 юли 1998 г.       | Дриймуъркс Пикчърс                                        | Юнивърсъл Пикчърс                                                                        | |
| Маската на Зоро                                | 17 юли 1998 г.       | Трайстар Пикчърс                                          |                                                                                          | |
| Спасяването на редник Райън                    | 24 юли 1998 г.       | Дриймуъркс Пикчърс                                        | Парамаунт Пикчърс                                                                        | Марк Гордън Продъкшънс Мюшъл Филм Къмпани |
| Видението                                      | 15 януари 1999 г.    | Дриймуъркс Пикчърс                                        |                                                                                          | |
| Семейство Флинтстоун: Да живее Рок Вегас       | 28 април 2000 г.     | Юнивърсъл Пикчърс                                         | Хана-Барбера Продъкшънс                                                                  | |
| Изкуствен интелект                             | 29 юни 2001 г.       | Уорнър Брос Пикчърс                                       | Дриймуъркс Пикчърс                                                                       | Стенли Кубрик Продъкшънс |
| Джурасик парк III                              | 18 юли 2001 г.       | Юнивърсъл Пикчърс                                         |                                                                                          | |
| Специален доклад                               | 21 юни 2002 г.       | Туентиът Сенчъри Фокс                                     | Дриймуъркс Пикчърс                                                                       | Блу Тюлип Продъкшънс Круиз/Уогнър Продъкшънс |
| Мъже в черно 2                                 | 3 юли 2002 г.        | Кълъмбия Пикчърс                                          |                                                                                          | Паркес/Макдоналд Продъкшънс |
| Хвани ме, ако можеш                            | 25 декември 2002 г.  | Дриймуъркс Пикчърс                                        | Кемп Къмпани Паркес/Макдоналд Продъкшънс Сплендид Пикчърс                                | |
| Терминалът                                     | 18 юни 2004 г.       | Дриймуъркс Пикчърс                                        | Паркес/Макдоналд Продъкшънс                                                              | |
| Война на световете                             | 29 юни 2005 г.       | Парамаунт Пикчърс                                         | Дриймуъркс Пикчърс                                                                       | Круз/Уогнър Продъкшънс |
| Легендата за Зоро                              | 28 октомври 2005 г.  | Кълъмбия Пикчърс                                          |                                                                                          | Спайглас Ентъртейнмънт Торнадо Продъкшънс |
| Мемоарите на една гейша                        | 9 декември 2005 г.   | Кълъмбия Пикчърс                                          | Дриймуъркс Пикчърс Ред Уейгън Продъкшънс Спайглас Ентъртейнмънт                          | |
| Мюнхен                                         | 23 декември 2005 г.  | Юнивърсъл Пикчърс                                         | Дриймуъркс Пикчърс                                                                       | Алианс Атлантис Бари Мендъл Продъкшънс Кенеди/Маршъл Къмпани Пенинсула Филмс                                                                                    |
| Къща-чудовище                                  | 21 юли 2006 г.       | Кълъмбия Пикчърс                                          |                                                                                          | ИмейджМувърс Релативити Медия |
| Знамената на бащите ни                         | 20 октомври 2006 г.  | Дриймуъркс Пикчърс                                        | Уорнър Брос Пикчърс                                                                      | Малпасо Продкъшънс |
| Писма от Иво Джима                             | 20 декември 2006 г.  | Уорнър Брос Пикчърс                                       | Дриймуъркс Пикчърс                                                                       | Малпасо Продкъшънс |
| Светлина в тунела                              | 22 октомври 2010 г.  | Уорнър Брос Пикчърс                                       |                                                                                          | Малпасо Продъкшънс Кенеди/Маршъл Къмпани |
| Супер 8                                        | 10 юни 2011 г.       | Парамаунт Пикчърс                                         | Бед Робот Продъкшънс                                                                     | |
| Приключенията на Тинтин: Тайната на еднорога   | 21 декември 2011 г.  | Парамаунт Пикчърс                                         | Кълъмбия Пикчърс                                                                         | Кенеди/Маршъл Къмпани Уингнът Филмс Никелодеон Моувийс |
| Боен кон                                       | 25 декември 2011 г.  | Уолт Дисни Студиос Моушън Пикчърс (чрез Тъчстоун Пикчърс) |                                                                                          | Дриймуъркс Пикчърс Релианс Ентъртейнмънт Кенеди/Маршъл Къмпани                                                                                                  |
| Мъже в черно 3                                 | 25 май 2012 г.       | Кълъмбия Пикчърс                                          | Паркъс/Макдоналд ИмейджНейшън Медия Меджик Интернешънъл Хемисфер Медия Капитал           | |
| Линкълн                                        | 16 ноември 2012 г.   | Уолт Дисни Студиос Моушън Пикчърс (чрез Тъчстоун Пикчърс) | Туентиът Сенчъри Фокс                                                                    | Дриймуъркс Пикчърс Партисипант Медия Релианс Ентъртейнмънт Кенеди/Маршъл Къмпани                                                                                |
| На един черпак разстояние                      | 8 август 2014 г.     | Уолт Дисни Студиос Моушън Пикчърс (чрез Тъчстоун Пикчърс) | Мистър Смит Ентъртейнмънт (ЕБИА)                                                         | Дриймуъркс Пикчърс Релианс Ентъртейнмънт Партисипант Медия Имейдж Нейшън Хапро Филмс                                                                            |
| Джурасик свят                                  | 12 юни 2015 г.       | Юнивърсъл Пикчърс                                         |                                                                                          | Леджендари Пикчърс Кенеди/Маршъл Къмпани |
| Мостът на шпионите                             | 16 октомври 2015 г.  | Уолт Дисни Студиос Моушън Пикчърс (чрез Тъчстоун Пикчърс) | Туентиът Сенчъри Фокс                                                                    | Дриймуъркс Пикчърс Партисипант Медия Релианс Ентъртейнмънт Фокс 2000 Пикчърс Марк Плат Продъкшънс Ти Си Джи Ентъртейнмънт Афтъруъркс Лимитед Студио Бейбълсбърг |
| Добрият великан                                | 1 юли 2016 г.        | Уолт Дисни Студиос Моушън Пикчърс                         | Мистър Смит Ентъртейнмънт (ЕБИА)                                                         | Уолт Дисни Пикчърс Уолдън Медия Релианс Ентъртейнмънт Кенеди/Маршъл Къмпани                                                                                     |
| Кучешки живот                                  | 27 януари 2017 г.    | Юнивърсъл Пикчърс                                         | Мистър Смит Ентъртейнмънт (ЕБИА)                                                         | Релианс Ентъртейнмънт Уолдън Медия Париах Ентъртейнмънт Груп |
| Вестник на властта                             | 22 декември 2017 г.  | Туентиът Сенчъри Фокс                                     | Юнивърсъл Пикчърс (навсякъде) Мистър Смит Ентъртейнмънт (ЕБИА)                           | Дриймуъркс Пикчърс Партисипант Медия Паскал Пикчърс Стар Тюър Ентъртейнмънт Ти Си Джи Ентъртейнмънт                                                             |
| Играч първи, приготви се                       | 29 март 2018 г.      | Уорнър Брос Пикчърс                                       |                                                                                          | Вилидж Роудшоу Пикчърс Де Лайн Пикчърс Фарах Филмс |
| Джурасик свят: Рухналото кралство              | 22 юни 2018 г.       | Юнивърсъл Пикчърс                                         | Кенеди/Маршъл Къмпани Леджендари Ентъртейнмънт Перфект Уърлд Пикчърс                     | |
| Мистерията на къщата с часовника               | 21 септември 2018 г. | Юнивърсъл Пикчърс                                         | Мистър Смит Ентъртейнмънт (ЕБИА)                                                         | Майтолоджи Ентъртейнмънт |
| Кучешки живот 2                                | 17 май 2019 г.       | Юнивърсъл Пикчърс                                         |                                                                                          | Релианс Ентъртейнмънт Уолдън Медия Алибаба Пикчърс Париах Ентъртейнмънт Груп                                                                                    |
| Мъже в черно: Глобална заплаха                 | 14 юни 2019 г.       | Кълъмбия Пикчърс                                          | Паркес+Макдоналд Продъкшънс Имейдж Нейшън Абу Даби                                       | |
| Котките                                        | 20 декември 2019 г.  | Юнивърсъл Пикчърс                                         | Монументал Пикчърс Рийли Юсфъл Груп Уоркинг Тайтъл Филмс Перфект Уърлд Пикчърс           | |
| Обръщането                                     | 24 януари 2020 г.    | Юнивърсъл Пикчърс                                         | Дриймуъркс Пикчърс Релианс Ентъртейнмънт Вертиго Ентъртейнмънт Chislehurst Entertainment | |
| Finch                                          | 5 ноември 2011 г.    | Apple TV+                                                 | Дъч Ангъл Имейджмувърс Плейтоун Алибаба Продъкшънс Мишър Филмс Уолдън Медия              | |
| Уестсайдска история                            | 10 декември 2021 г.  | Туентиът Сенчъри Студиос                                  | Ти Си Джи Ентъртейнмънт                                                                  | |
| Джурасик свят: Господство                      | 10 юни 2022 г.       | Юнивърсъл Пикчърс                                         | Перфект Уърлс Пикчърс                                                                    | |